# Poilcourt-Sydney
Poilcourt-Sydney ist eine französische Gemeinde mit 169 Einwohnern (Stand 1. Januar 2022) im Département Ardennes in der Region Grand Est (vor 2016 Champagne-Ardenne). Sie gehört zum Arrondissement Rethel, zum Kanton Château-Porcien und zum Gemeindeverband Pays Rethélois. Das Suffix „Sydney“ wurde dem Gemeindenamen nach dem Ersten Weltkrieg zum Dank für die Hilfe der gleichnamigen australischen Stadt beim Wiederaufbau hinzugefügt.

## Geografie
Die Gemeinde Poilcourt-Sydney liegt am Fluss Retourne in der Trockenen Champagne, 20 Kilometer nördlich von Reims an der Grenze zum Département Marne. Umgeben wird Poilcourt-Sydney von den Nachbargemeinden Vieux-lès-Asfeld im Norden, Houdilcourt im Osten, Saint-Étienne-sur-Suippe im Süden, Auménancourt im Südwesten sowie Brienne-sur-Aisne im Westen.

## Bevölkerungsentwicklung
| Jahr                       | 1962 | 1968 | 1975 | 1982 | 1990 | 1999 | 2009 | 2019 |
| Einwohner                  | 178  | 174  | 165  | 155  | 150  | 150  | 174  | 176  |
| Quellen: Cassini und INSEE |      |      |      |      |      |      |      |      |

## Sehenswürdigkeiten

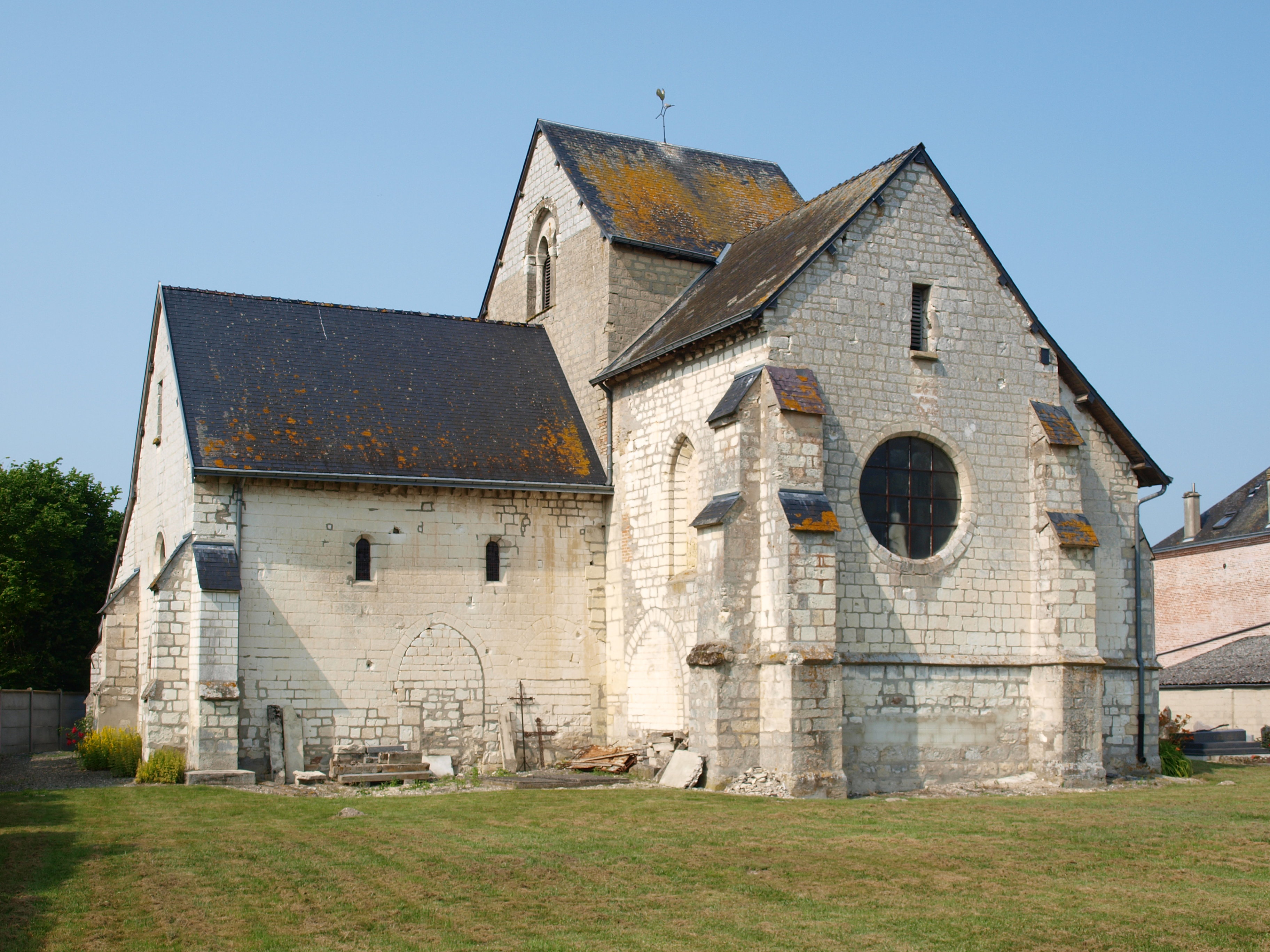
Kirche Saint-Pierre

- Kirche Saint-Pierre